# Initiaal

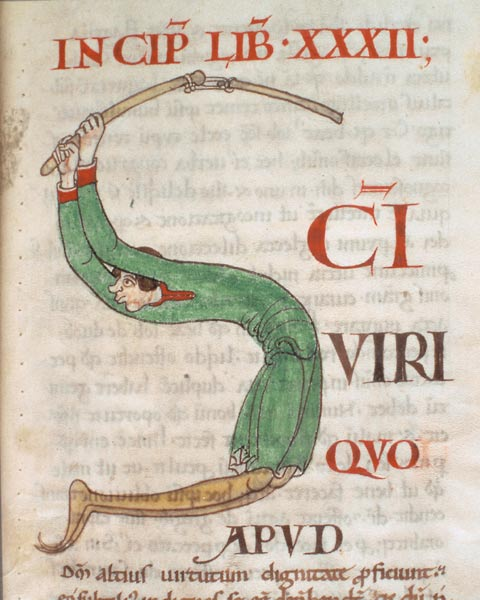
Letter S uit een Moralia in Job, twaalfde eeuw abdij van Cîteaux

Een initiaal is de beginletter van een woord, zin, alinea of hoofdstuk die afwijkt van de broodtekst in afmeting, uiterlijk en versiering. Het woord initiaal komt uit het Latijn van initium, begin, en betekent aan het begin staand.
Een versierde en vergrote letter werd in middeleeuwse handschriften en soms ook in latere teksten gebruikt om de tekst te structureren. Er werden geen inhoudslijst gebruikt, maar dankzij de miniaturen en initialen van verschillende grootte werd de tekst logisch ingedeeld. De versiering van letters kon allerlei vormen aannemen, zo kwam het voor dat letters werden vervangen door objecten. Zo verwees een persoon met uitgestrekte armen naar de letter T en kon een ronde bloem verwijzen naar de letter O. Een illustratief voorbeeld hiervan is de letter S hiernaast.
Bij het benoemen van personen worden soms initialen gebruikt. Deze bestaan dan uit de voorletter(s) en de eerste letters van de achterna(a)m(en). De in hoofdletters geschreven naam en voornaam van een persoon wordt ook onder het begrip initialen gerekend. De reden van de eerste letters is om het kort te houden, soms om een zekere anonimiteit te waarborgen. Bij rechtsprocedures wordt in de pers nogal eens volstaan met het weergeven van initialen. 
Een paraaf bestaat meestal uit de meer of minder sierlijk geschreven initialen.
Een initiaal kan ook een bijzondere vorm van afkorting zijn, een belangrijk voorbeeld van een initiaal, die als afkorting dient, is INRI.
De grootte van een initiaal is vaak meerdere regels hoog en in de meest eenvoudige vorm is dit het enige onderscheidende kenmerk:
Lorem ipsum dolor sit amet, consectetur adipisicing elit, sed do eiusmod tempor incididunt ut labore et dolore magna aliqua. Ut enim ad minim veniam, quis nostrud exercitation ullamco laboris nisi ut aliquip ex ea commodo consequat. Duis aute irure dolor in reprehenderit in voluptate velit esse cillum dolore eu fugiat nulla pariatur. Excepteur sint occaecat cupidatat non proident, sunt in culpa qui officia deserunt mollit anim id est laborum.

## Geschiedenis
Initialen werden vrij laat geïntroduceerd in geschriften. In oude klassieke codexen tot de zevende eeuw wordt de tekst volledig in kapitalen geschreven zonder spaties tussen de woorden. Men gebruikte hierbij initieel veelal de capitalis rustica en de capitalis quadrata. Gebruik van initialen was in de klassieke oudheid onbestaand. In de periode dat de overgang werd gemaakt van papyrus naar perkament en van boekrol naar codex, tussen de tweede en de vierde eeuw, ging men meer en meer gebruikmaken van de unciaal en vanaf de vijfde eeuw gaat men de half-unciaal gebruiken als boekschrift, het eerste minuskelschrift.
Vanaf ongeveer de vierde eeuw werden initialen in de tekst gebruikt in de vorm van vergrote hoofdletters. Het gebruik van initialen was een gevolg van het schrijven in pagina's die snel werden beschouwd als een visuele eenheid in een tekst. Ze werden gebruikt als versiering van de bladzijde, maar ook om bepaalde belangrijke onderdelen van de tekst te benadrukken. De Ierse monniken begonnen de initialen te versieren met florale en animale motieven en baseerden zich daarbij op de Keltische goudsmeedkunst. Dit was het begin van de insulaire kunst die zou resulteren in belangrijke werken zoals het Book of Kells, het Lindisfarne-evangeliarium en het Book of Durrow. 

Insulaire kunst
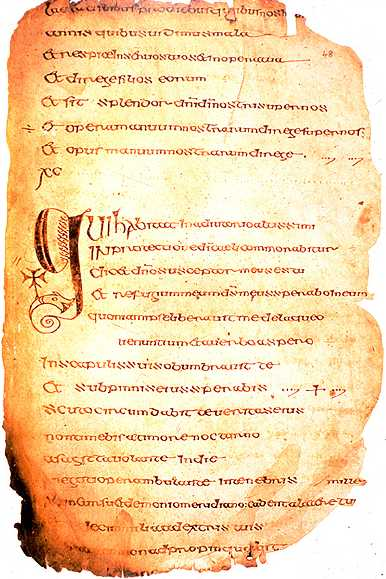
De Cathach van Sint-Columba, voor 561
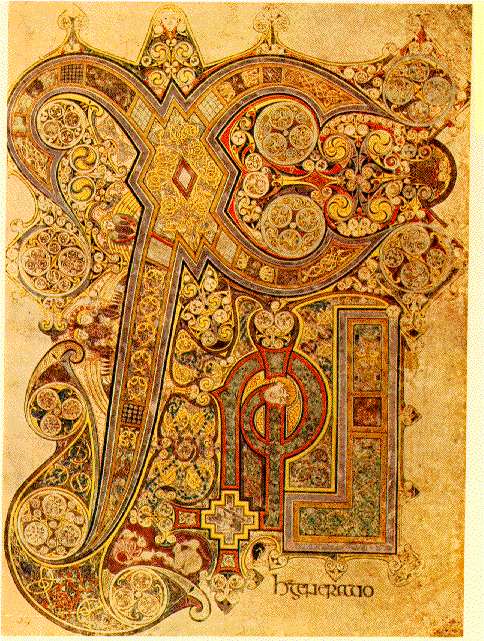
Book of Kells, Chi-Ro initiaal
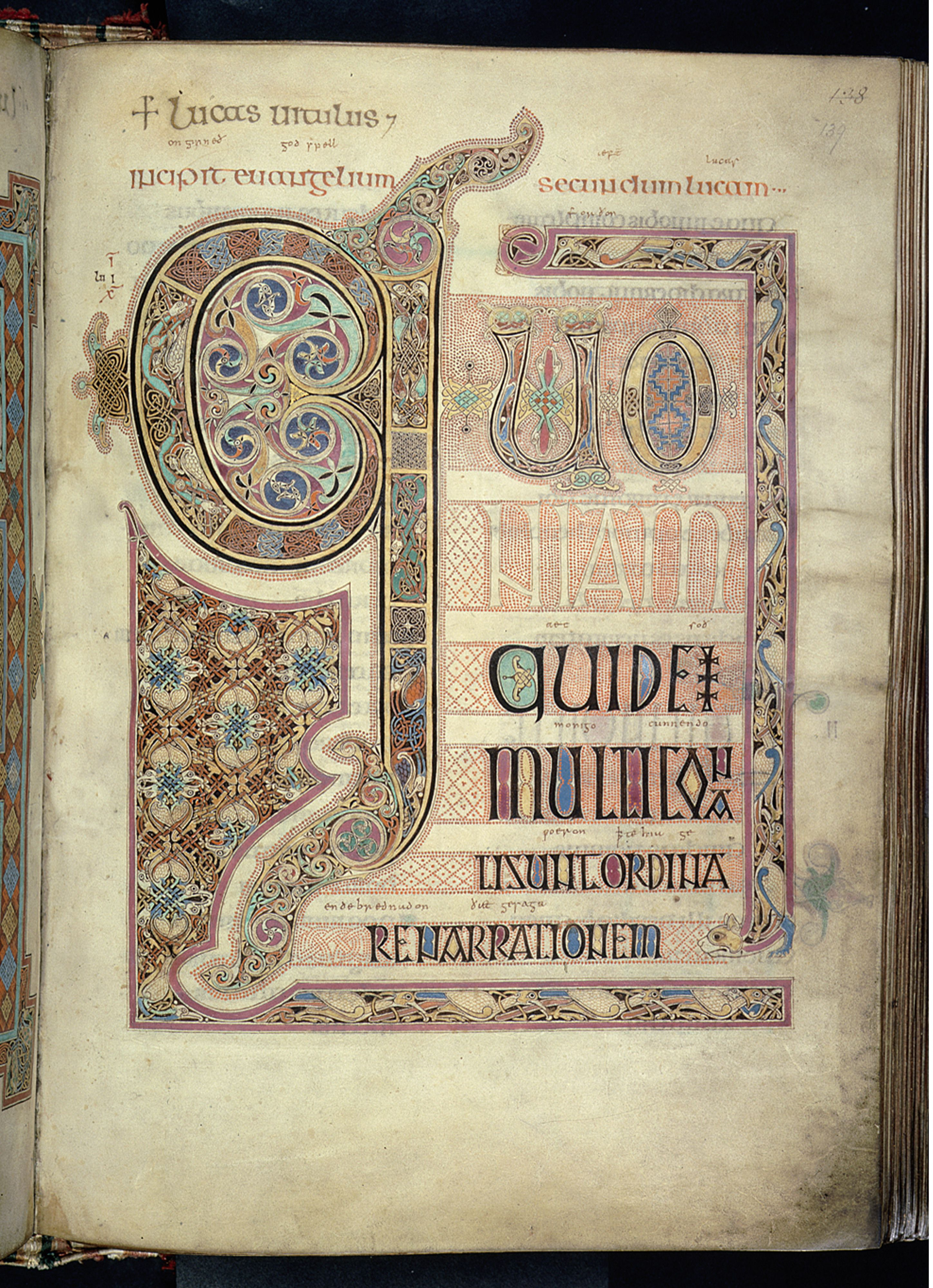
Lindisfarne-evangeliarium, begin van het evangelie van St. Lucas
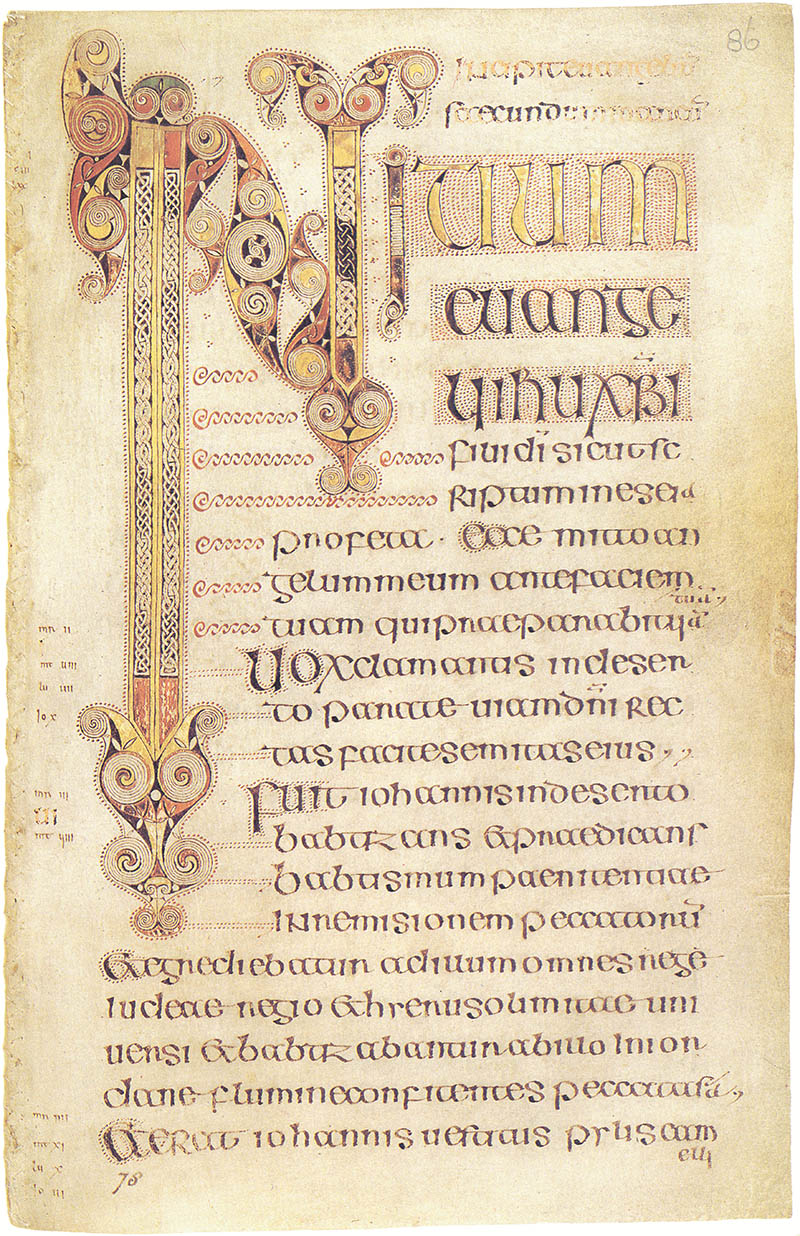
Book of Durrow, begin van het Marcus evangelie

Deze stijl werd door de monniken meegenomen bij de stichting van nieuwe abdijen, eerst naar Schotland, Nothumbria en Engeland en later naar het continent. Een bekend voorbeeld hiervan is het Evangeliarium ven Echternach van omstreeks 700. In de zevende en achtste eeuw werd in West-Francië gebruikgemaakt van de Merovingische stijl in de scriptoria van Bobbio, Luxeuil en Corbie. Men schildert veelkeurige initialen die doen denken aan juwelen in email cloisonné.
De geïmporteerde insulaire stijl werd overgenomen door de Karolingische scriptoria en vermengd met de eigen Merovingische traditie en met elementen van de boekversiering in documenten uit de klassieke oudheid en uit Byzantium. Voor de versiering van initialen worden onder meer de typische insulaire vlechtwerkpatronen overgenomen. Hieruit ontstaat de Franco-Insulaire stijl met als belangrijkste centrum de abdij van Saint-Amand het huidige Saint-Amand-les-Eaux in Frans-Vlaanderen. Zowel in de Insulaire handschriften als in de Franco-Insulaire, werden paginagrote initialen geschilderd van de beginletter van bijvoorbeeld een evangelie, waarbij de volgende letters van het eerste woord of de eerste woorden steeds kleiner wordend werden geschilderd op dezelfde bladzijde. Een bekend voorbeeld van deze dimenuendo-techniek is de incipit van het Johannes-evangelie met de tekst In principio uit de tweede Bijbel van Karel de Kale.

Karolingische en Franco-Insulaire kunst
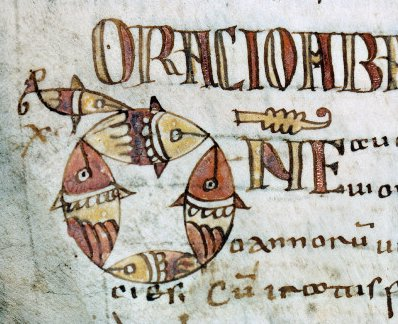
Initiaal D uit een Merovingische Bijbel
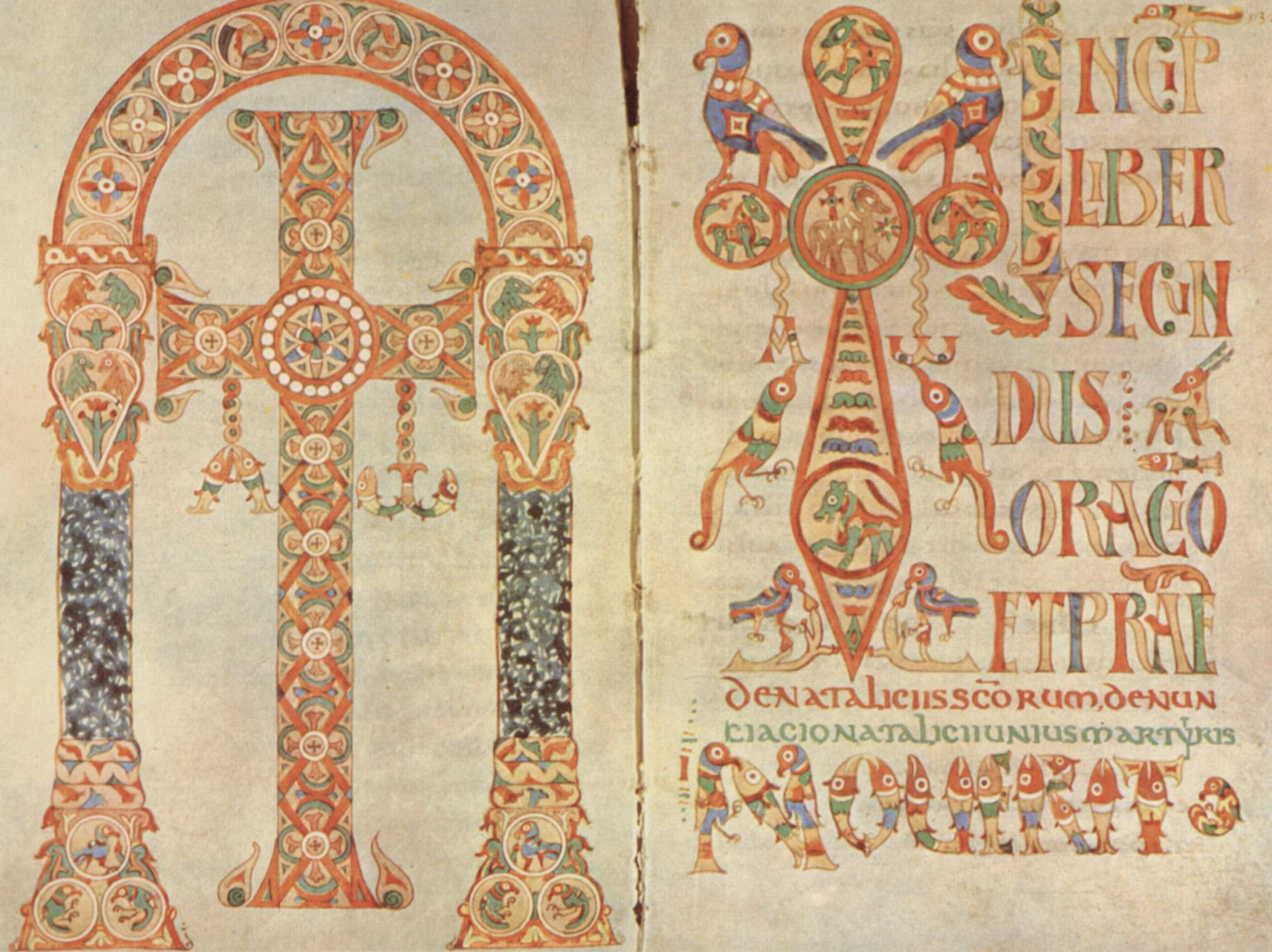
Sakramentarium Gelasianum, achtste eeuw
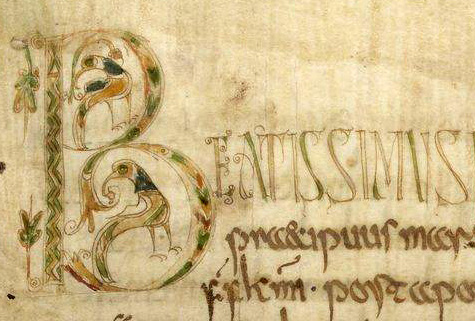
Lectionarium van Luxeuil
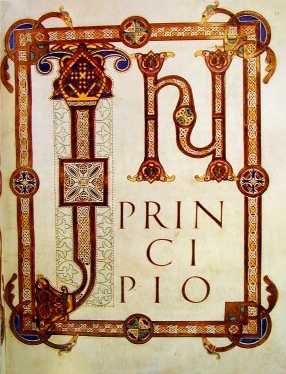
Tweede Bijbel van Karel de Kale, begin van het Johannes evangelie
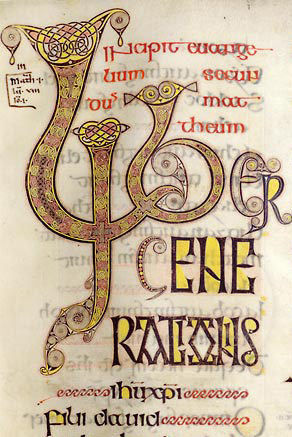
Evangeliarium ven Echternach, begin van het Mattheus evangelie

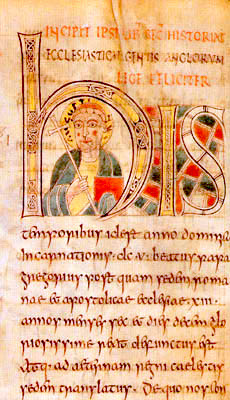
Gehistorieerde initiaal uit de Bede van Sint Petersburg

Uit de versierde initialen ontstaan in de achtste eeuw ook de eerste gehistorieerde initialen. Ook dit was een ontwikkeling in de insulaire kunst, de eerste gekende gehistorieerde initiaal werd teruggevonden in een exemplaar van de Historia ecclesiastica gentis Anglorum van Bede uit de achtste eeuw, nu in de Russische Nationale Bibliotheek in Sint Petersburg. Van deze initialen die met hun miniatuur een verhaal vertellen al of niet geassocieerd met de tekst zijn prachtige voorbeelden uit de Karolingische periode te vinden in een sacramentarium dat gemaakt werd voor bisschop Drogon (821-855), een bastaardzoon van Karel de Grote. Deze gehistorieerde initialen zullen zeer snel vrij algemeen gebruikt worden in de luxueuze handschriften en evolueren tot bijna volwaardige miniaturen in de romaanse en gotische periode. Het Albanus Psalter uit de elfde eeuw bevat meer dan 200 gehistorieerde initialen.
Met de komst van de gedrukte boeken verloor het geschreven boek langzaam aan belang. De eerste drukkers probeerden hun producten echter zoveel mogelijk op manuscripten te doen lijken. In de eerste incunabula die gedrukt werden in de vijftiende eeuw werden nog geen initialen gedrukt, er werd plaats overgelaten voor de initialen die dan achteraf op de gedrukte bladen met de hand werden bijgeschilderd op toegevoegd in penwerk. Maar dit zou niet lang duren, in 1470 werd het eerste boek gedrukt door Johann Fust en Peter Schöffer waarin zelfs twee kleuren werden gebruikt voor de hoofdletters en initialen werden gedrukt door gebruik te maken van gegraveerde houtblokken of metaalgravures.

## Typen initialen in de boekverluchting
Initialen werden zoals hoger gezegd aangepast aan de tekst die ze moesten inleiden. Hiervoor werd zowel gebruikgemaakt van de grootte van de initiaal als van de versiering. De eenvoudigste initiaal die gebruikt werd, was de lombarde. De lombarde is een pre-gotische niet-gebroken initiaal die gebruikt werd om de versalen te schrijven. De naam stamt uit de tijd toen de Italiaanse kopiisten onder invloed van het humanisme dat schrift uit de Karolingische en romaanse handschriften weer gingen invoeren, lombardische hoofdletters dus. De lombardes waren meestal rood of blauw gekleurd, maar er zijn handschriften waar ze in alle mogelijke kleuren en zelfs in bladgoud worden gemaakt.
Van de versierde initialen zijn er verschillende typen. Afhankelijk van de belangrijkheid van de ingeleide tekst zal een type initiaal gekozen worden.
- Fleuronnée: Penwerk initiaal versierd met bloemen of plantenmotieven
- Arabeske: Penwerk initiaal versierd met abstracte, gevlochten geometrische patronen
- Cadellen: Penwerk initiaal waarvan de schachten en de bogen bestaan uit evenwijdig lopende of elkaar doorsnijdende brede linten, al of niet met arabesken, drolerieën en grotesken versierd
- Champie: Gouden letter op een gekleurde achtergrond, meestal blauw en roze, met kleine en dunne witte lijntjes of puntjes versierd
- Zoömorfe initiaal: een initiaal die geheel of gedeeltelijk is samengesteld uit dierlijke vormen
- Groteske: Initiaal versierd met of samengesteld uit gezichten of dieren; kan geschilderd of penwerk zijn
- Bewoonde initiaal: Een initiaal die versierd is met menselijke of dierlijke figuren zonder dat er een verhaal wordt afgebeeld
- Gehistorieerde: Initiaal waarin een verhaal of gebeurtenis wordt voorgesteld
- Guilloches-initiaal: Bladgouden initiaal versierd met decoratieve motieven in dambordpatroon

Initialen
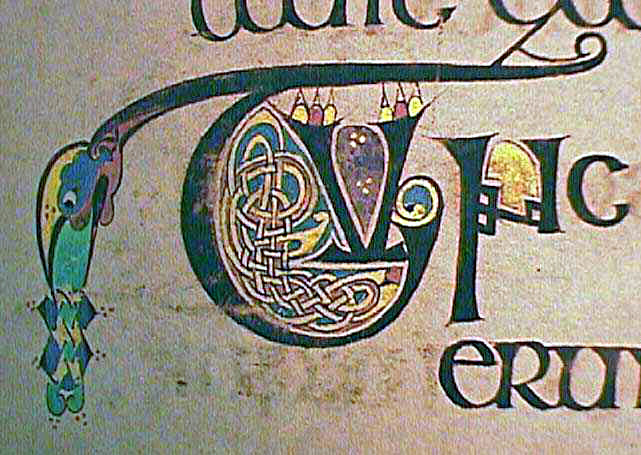
Pentekening met filigraanwerk, Book of Kells omstreeks 800
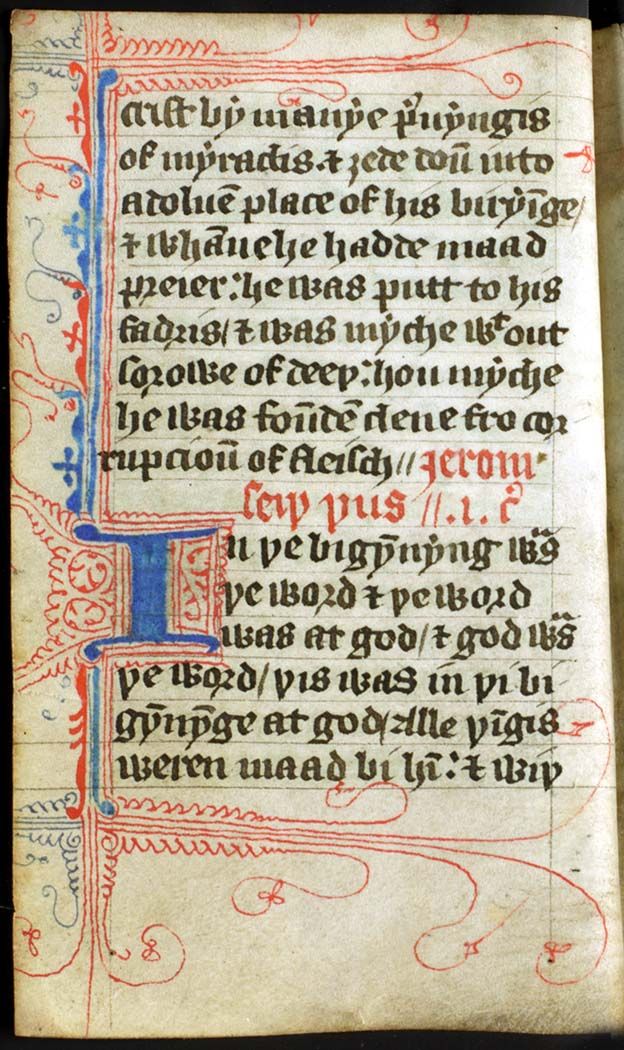
Fleuronnée initiaal, penwerk; Engels handschrift, laat-veertiende eeuw
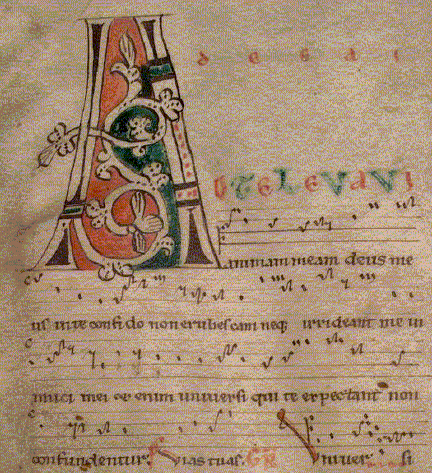
Fleuronnée initiaal; penwerk; Graduale twaalfde eeuw
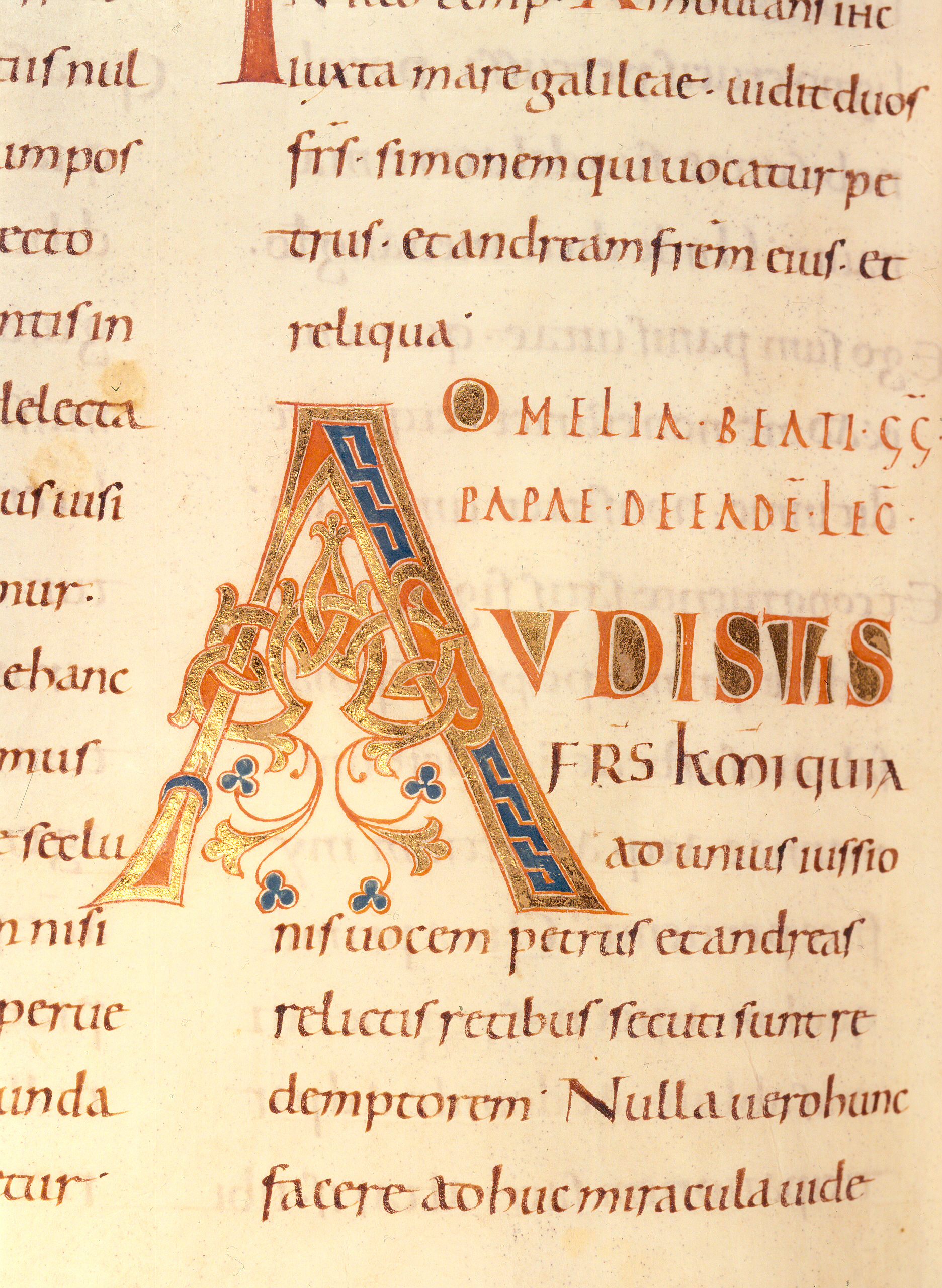
Arabeske, Graduale Reichenau, tiende eeuw
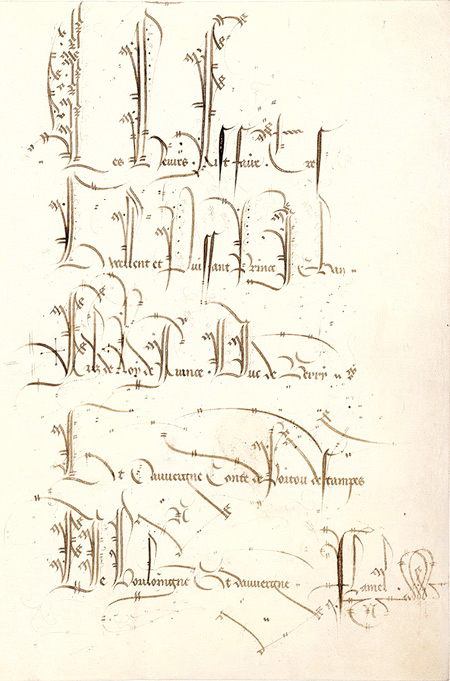
Cadellen, akte van Jean Flemal, secretaris van de hertog van Berry, ca. 1408
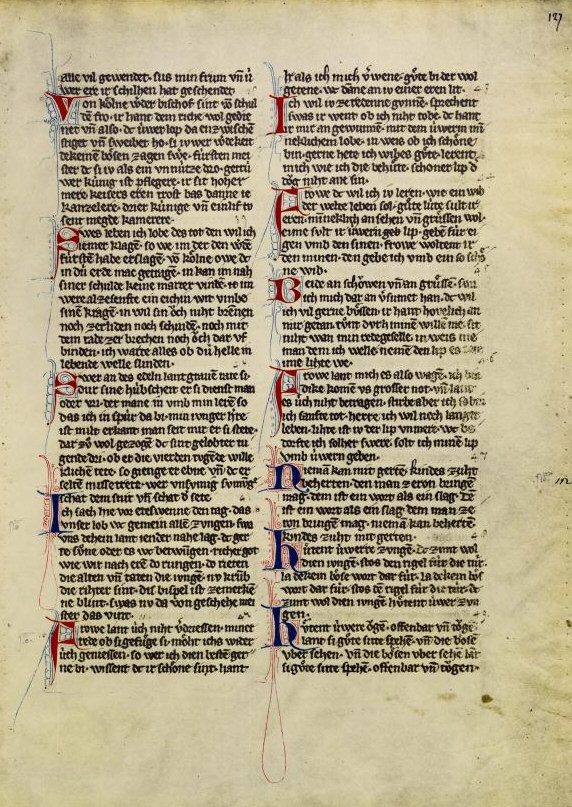
Cadellen, Codex Manesse, tekst van Walther von der Vogelweide
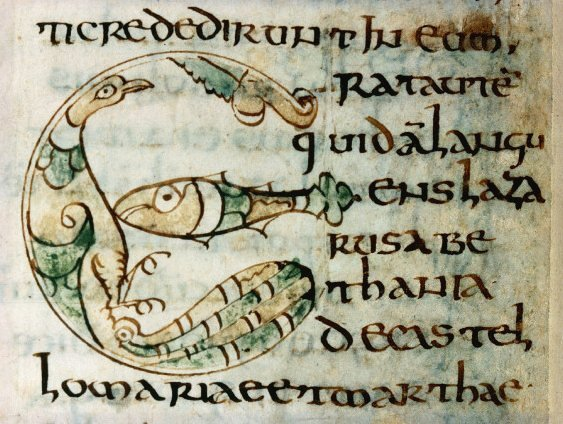
Zoömorfe initiaal, Evangeliarium van Gundonhinus, achtste eeuw
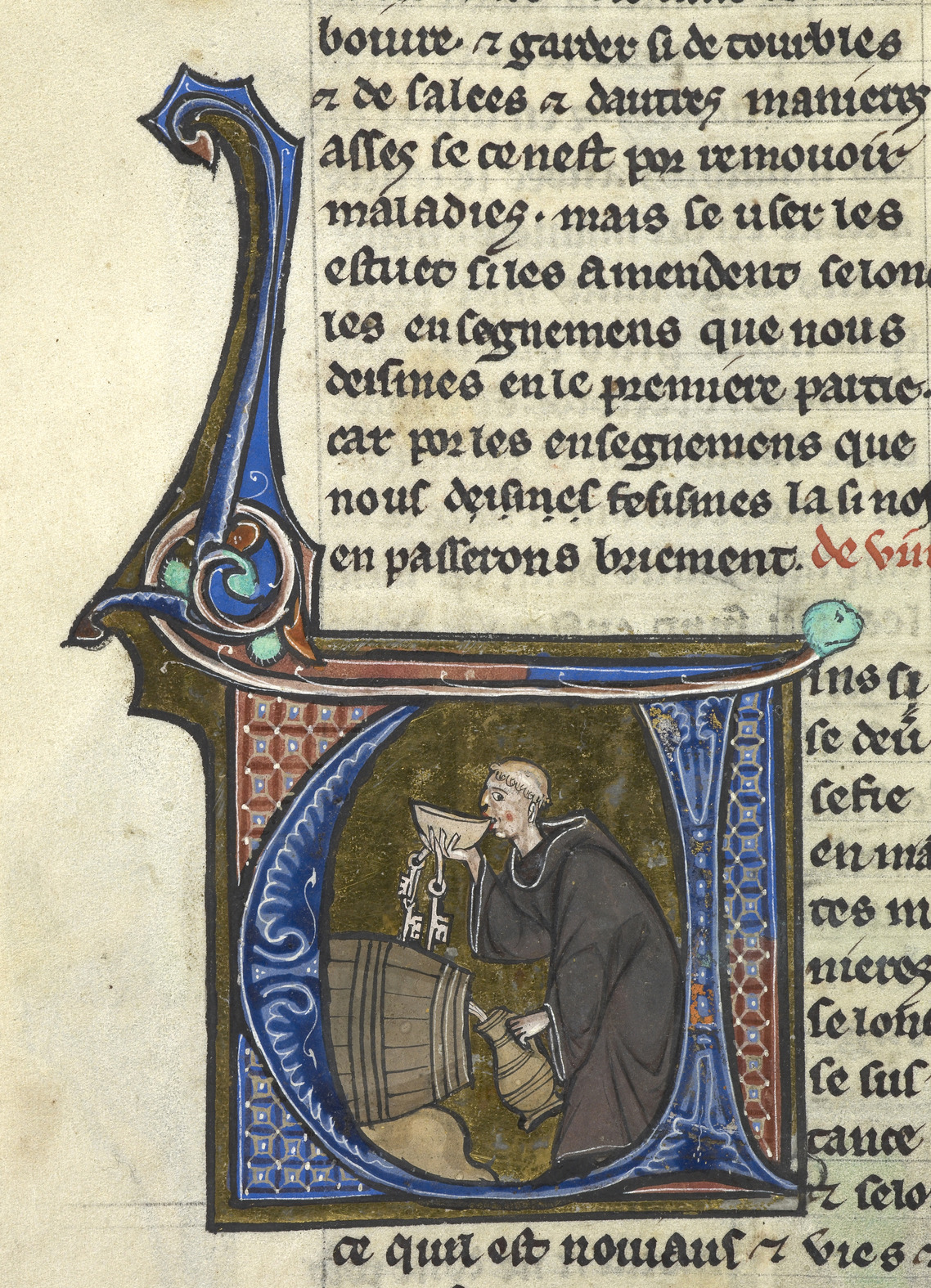
Bewoonde initiaal, Li livres dou Santé, late dertiende eeuw, f.44v - BL Sloane MS 2435

## Evolutie na het handschrift

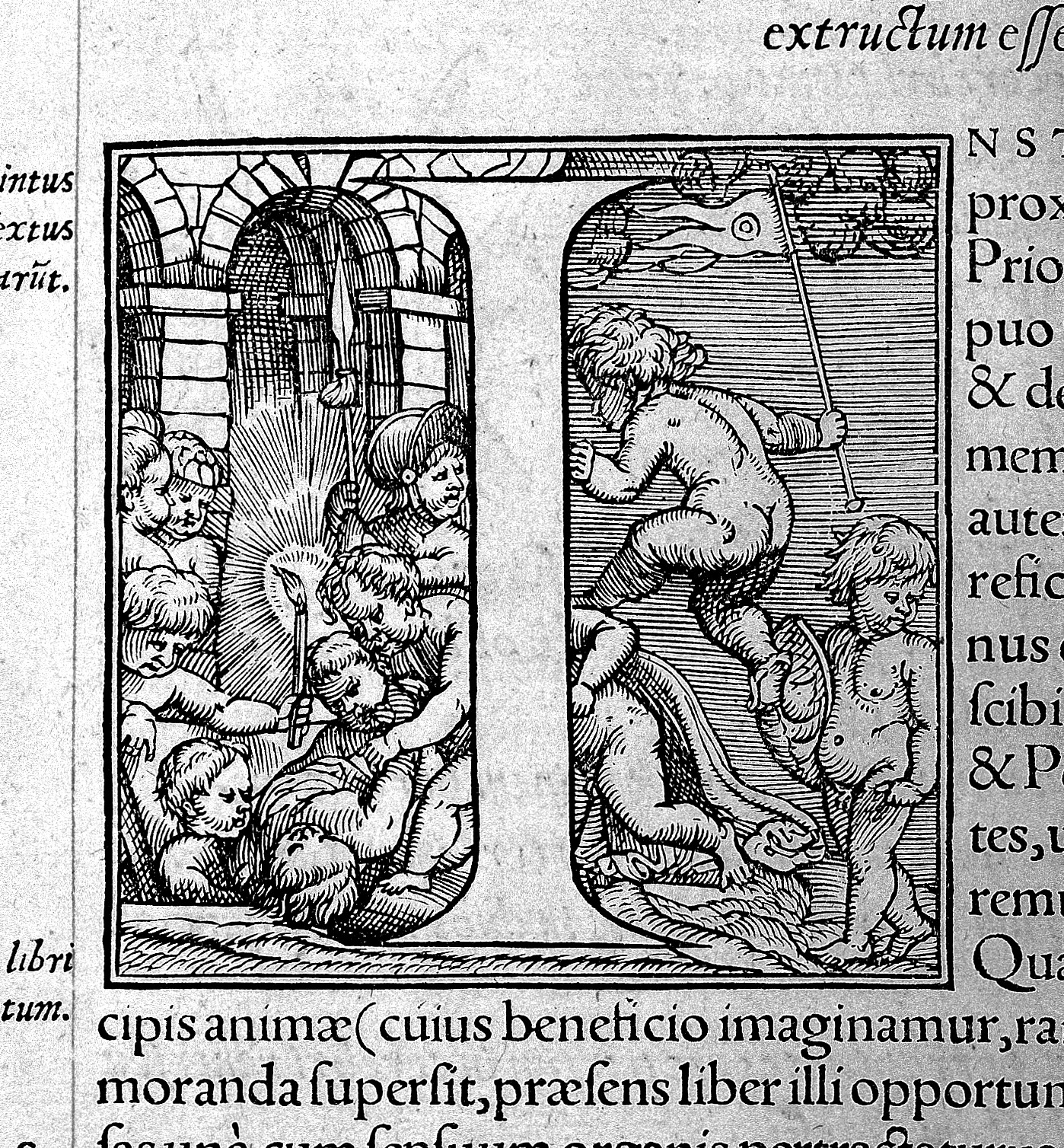
Andreas Vesalius, De humani corporis fabrica, 1543, gehistorieerde initiaal

Het einde van de boekverluchting betekende niet het einde van de versierde initiaal. Toen de technische problemen overwonnen waren, namen de drukkers de fakkel over. In het begin van de zestiende eeuw werd het drukken door Geoffroy Tory als een aparte discipline onafhankelijk van het geschreven boek gezien en hij ontwikkelde een eigen typografie die niet langer stoelde op die van het geschreven boek. In 1529 drukte hij een Latijns getijdenboek dat qua vorm en uitvoering in niets meer teruggaat op de populaire handschriften, maar volledig vernieuwd was en aangepast aan het drukproces en waarvoor hij teruggreep naar het Romeinse schrift. Zijn ideeën over typografie en de hervorming van de orthografie van het Frans publiceerde hij in 1529 in zijn Champ Fleury.
Andreas Vesalius maakte in zijn De humani corporis fabrica uit 1543 uitvoerig gebruik van gehistorieerde initialen, waarin onder meer geïllustreerd werd hoe hij aan het materiaal voor zijn anatomische studies kwam. Ook in latere werken zijn talrijke voorbeelden van gehistorieerde of geïllustreerde initialen terug te vinden. Bekend is het anatomische alfabet uit het Myotomia Reformata van William Cooper uit 1724 en de initialen uit Vanity Fair van William Makepiece Thackeray gepubliceerd in 1848.

Vanity Fair
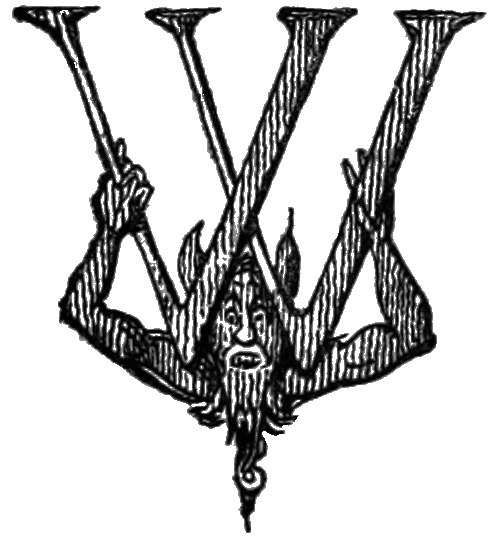
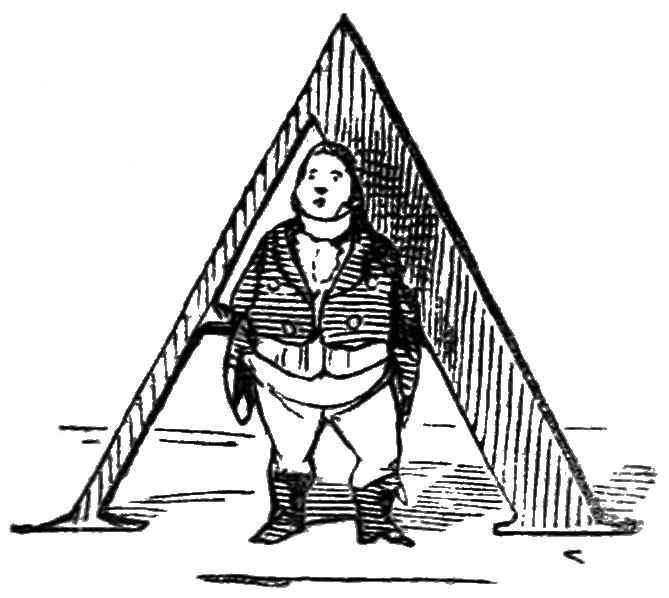
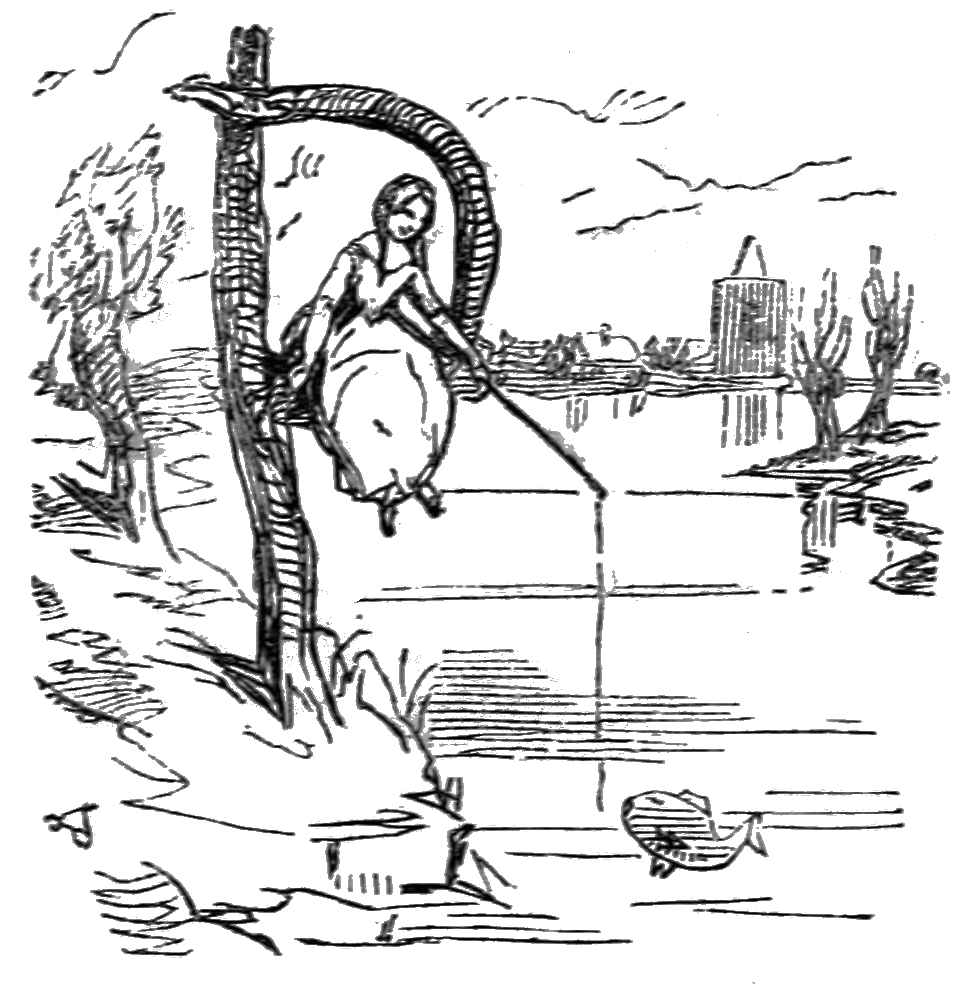
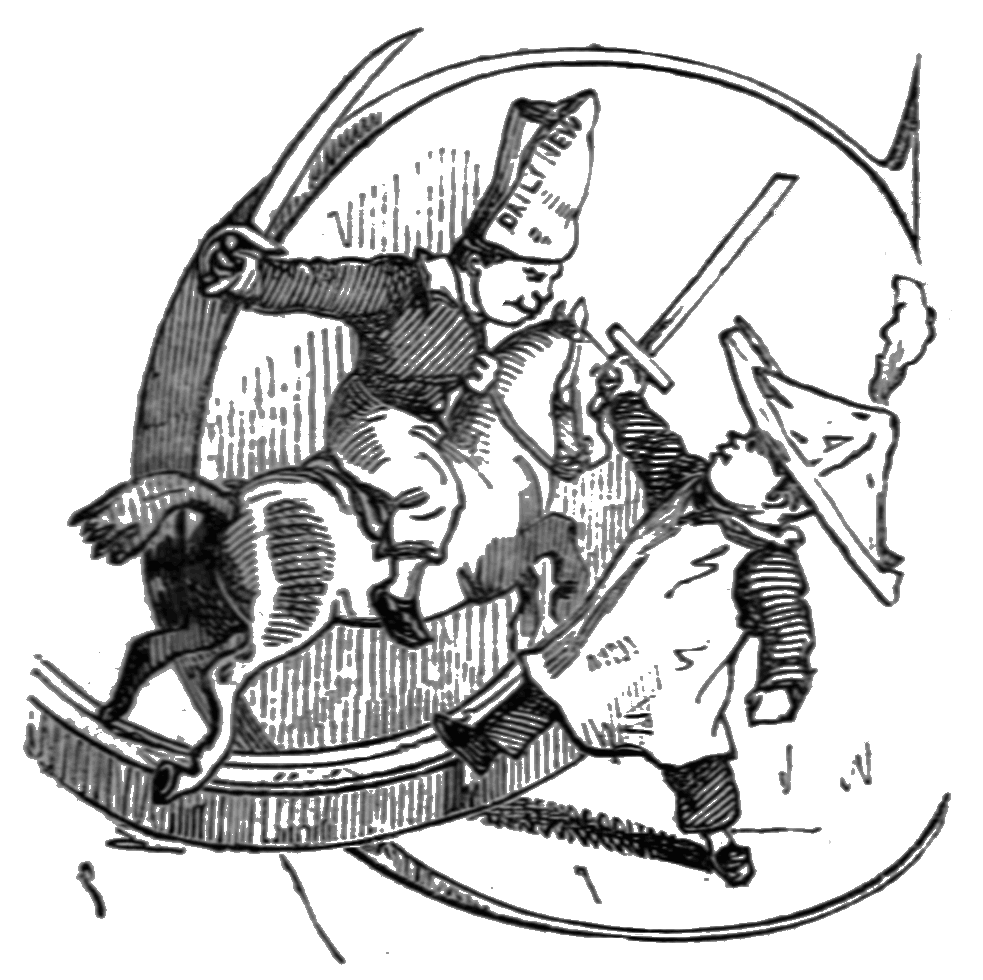
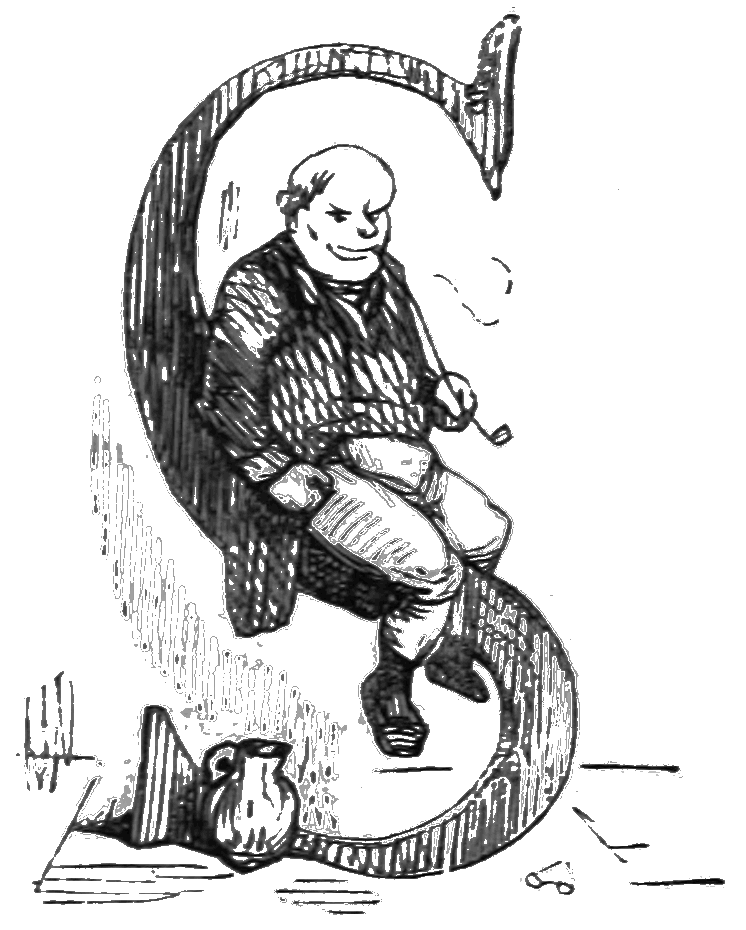
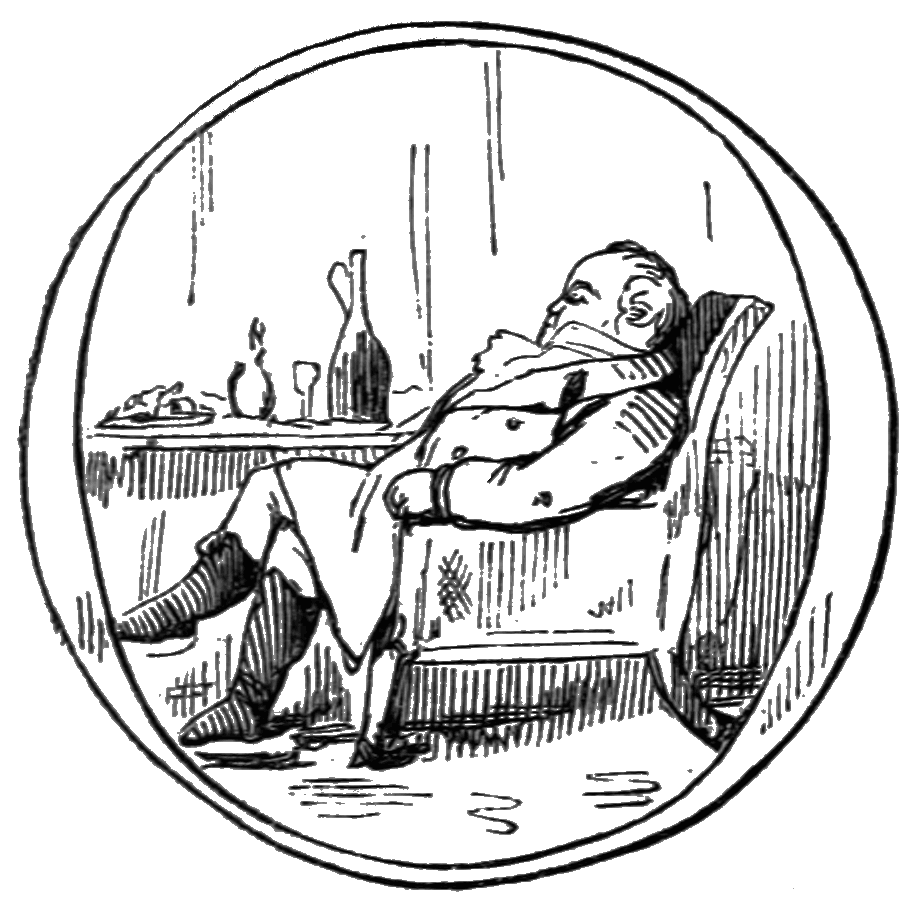

Tot op de dag van vandaag blijven kunstenaars en kalligrafen geïllustreerde initialen ontwerpen. Een mooie illustratie hiervan is het kunstboek uitgegeven in 1954 Six Contes Fantasques de Maurice Toesca met zes gravures door Picasso en vijf versierde initialen van Pierre Bouchet. Een bekende letterontwerper uit de twintigste eeuw was Eric Gill onder meer bekend van zijn letterillustraties in The Four Gospels of the Lord Jesus Christ, in 1931 uitgegeven door Golden Cockerell Press. Ook op het internet worden grote initialen gebruikt en webdesigners hebben verschillende technieken ter beschikking voor het plaatsen van drop-caps op hun webpagina's, onder meer via Cascading Style Sheets.